# Unico Wilhelm van Wassenaer

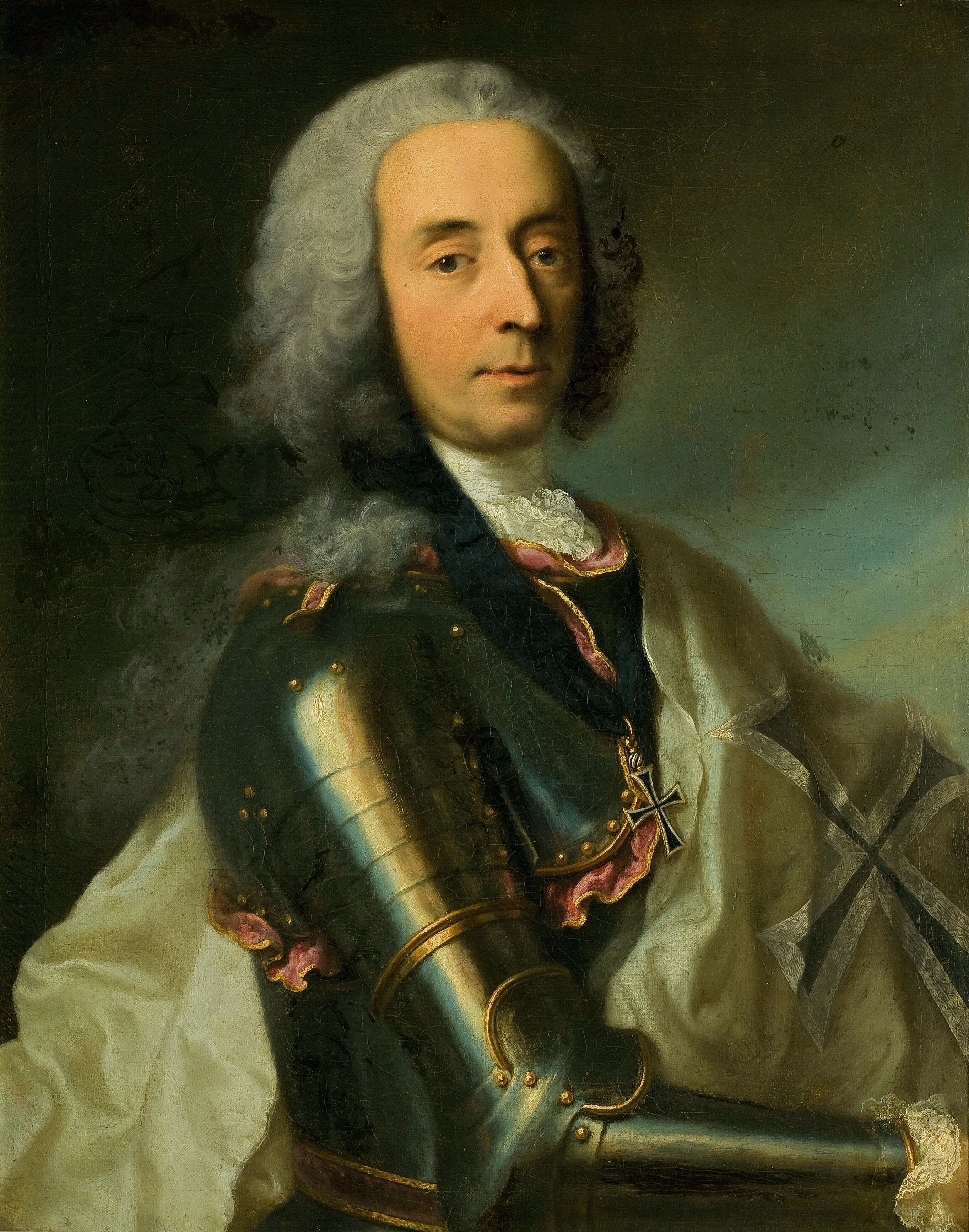
Unico van Wassenaer Obdam.

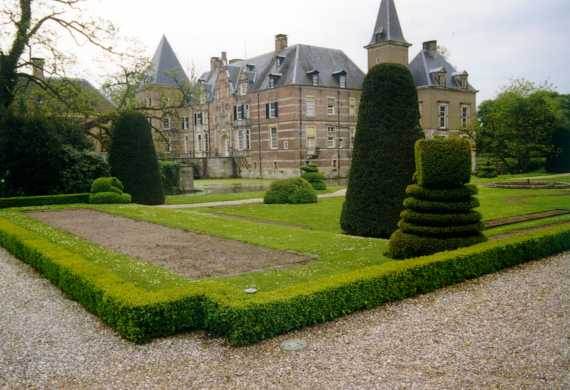
Twickel, castillo natal del compositor.

El conde Unico Wilhelm van Wassenaer (Delden, Holanda, 2 de noviembre de 1692 - La Haya, 9 de noviembre de 1766) fue un diplomático y compositor holandés. Su obra más importante fueron los Concerti armonici que por mucho tiempo fueron atribuidos a Pergolesi.
Van Wassenaer estudió leyes y otros cursos en Leiden. En 1723 contrajo nupcias con Dodonea Lucia van Goslinga, con quien tuvo tres hijos.
Entre 1725 y 1740 escribió los Concerti armonici, pero siendo un personaje de la nobleza, no los publicó bajo su propio nombre. Los conciertos fueron publicados en 1740 por el violinista italiano Carlo Ricciotti, a quien los conciertos le fueran atribuidos en principio. Según el compositor polaco Franciszek Lessel, los conciertos fueron escritos por Pergolesi. Dado que su estilo es italiano, armados de acuerdo a la moda romana, con cuatro partes para violín en lugar de tres partes como era común en la escuela veneciana, son composiciones comparables a las de Giovanni Mossi o de Pietro Locatelli.
Sin embargo, en 1979 fueron descubiertos en los archivos del castillo de Twickel, lugar de nacimiento de Van Wassenaer, manuscritos de los seis conciertos, titulados Concerti armonici. Aunque la escritura no era de Van Wassenaer, incluían una introducción de su puño y letra que decía «Partituras de mis conciertos impresas por el Sr. Ricciotti». De acuerdo con las investigaciones hechas por Albert Dunning, no hay duda de que los Concerti fueron escritos por Van Wassenaer.